# バザーズ湾

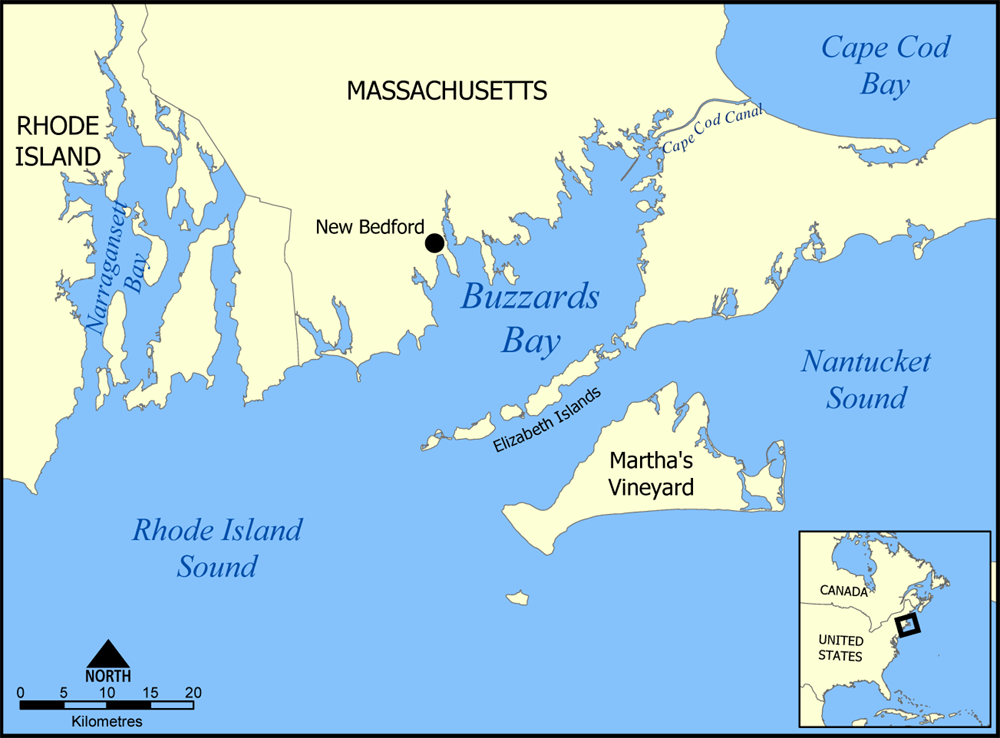
バザーズ湾の地図

バザーズ湾（バザーズわん、Buzzards Bay）は、アメリカ合衆国マサチューセッツ州に隣接する大西洋の湾である。 幅12 キロメートル (8 マイル) に対しておおよそ45 キロメートル (28 マイル) と長く釣り、boating、及び観光に人気のある場所となっている。
湾は南はエリザベス諸島、東はコッド岬(ケープコッド)、北西はマサチューセッツ州のブリストル郡、プリマス郡に囲まれている。南西はロードアイランド海峡につながっている。ニューベドフォードはバザーズ湾の歴史上重要な港であり、1800年代の初期から中盤にかけて世界で最も成功した捕鯨の港として知られる。1914年にケープコッド運河でケープコッド湾と結ばれた。